# Coupe du monde de snowboard 2017-2018
Navigation
Édition précédente Édition suivante
La Coupe du monde de snowboard 2017-2018 est la 24e saison de la Coupe du monde de snowboard organisé par la Fédération internationale de ski. Elle débute le 3 septembre 2017 à Cardrona en Argentine et se termine le 24 mars 2018 à Québec au Canada.

## Programme
19 épreuves (au lieu de 21) sont organisés en individuel à la fois chez les hommes et chez les femmes et est composé de telle sorte :
- 12 épreuves de Slalom
  - 3 épreuves de Slalom Parallèle
  - 9 épreuves de Slalom-Géant Parallèle
- 15 épreuves de Freestyle
  - 5 épreuves de Half-pipe
  - 4 épreuves de Slopestyle
  - 6 épreuves de Big-Air
- 13 épreuves de Snowboard-Cross

De plus, 3 épreuves sont disputés par équipe en Cross.

## Classements

### Slalom

#### Général
| Rang | Nom                 | Points |
| ---- | ------------------- | ------ |
| 1    | Nevin Galmarini     | 6570   |
| 2    | Roland Fischnaller  | 5066   |
| 4    | Andrey Sobolev      | 3966   |
| 3    | Edwin Coratti       | 4543.3 |
| 5    | Sebastian Kislinger | 3900   |

| Rang | Nom                        | Points |
| ---- | -------------------------- | ------ |
| 1    | Ester Ledecká              | 7540   |
| 2    | Selina Jörg                | 6010   |
| 3    | Ramona Theresia Hofmeister | 5390   |
| 4    | Julia Dujmovits            | 5090   |
| 5    | Ekaterina Tudegesheva      | 4810   |

#### Slalom Parallèle
| Rang | Nom                 | Points |
| ---- | ------------------- | ------ |
| 1    | Roland Fischnaller  | 2200   |
| 2    | Dmitry Loginov      | 1800   |
| 3    | Sebastian Kislinger | 1380   |
| 4    | Maurizio Bormolini  | 1340   |
| 5    | Edwin Coratti       | 1135   |

| Rang | Nom                   | Points |
| ---- | --------------------- | ------ |
| 1    | Ekaterina Tudegesheva | 1700   |
| 2    | Selina Jörg           | 1690   |
| 3    | Julie Zogg            | 1500   |
| 4    | Daniela Ulbing        | 1350   |
| 5    | Natalia Soboleva      | 1320   |

#### Slalom Géant Parallèle
| Rang | Nom             | Points |
| ---- | --------------- | ------ |
| 1    | Nevin Galmarini | 5530   |
| 2    | Edwin Coratti   | 3408.3 |
| 3    | Benjamin Karl   | 2940   |
| 4    | Alexander Payer | 2904   |
| 5    | Andrey Sobolev  | 2876   |

| Rang | Nom                        | Points |
| ---- | -------------------------- | ------ |
| 1    | Ester Ledecká              | 7250   |
| 2    | Selina Jörg                | 4320   |
| 3    | Julia Dujmovits            | 4210   |
| 4    | Ramona Theresia Hofmeister | 4110   |
| 5    | Alena Zavarzina            | 3430   |

### Freestyle

#### Général
| Rang | Nom              | Points |
| ---- | ---------------- | ------ |
| 1    | Chris Corning    | 3300   |
| 2    | Yuto Totsuka     | 3000   |
| 3    | Ayumu Hirano     | 2800   |
| 3    | Redmond Gerard   | 2470   |
| 5    | Marcus Kleveland | 2000   |

| Rang | Nom             | Points |
| ---- | --------------- | ------ |
| 1    | Miyabi Onitsuka | 3260   |
| 2    | Chloe Kim       | 2800   |
| 3    | Liu Jiayu       | 2640   |
| 4    | Sofya Fedorova  | 2530   |
| 5    | Reira Iwabuchi  | 2500   |

#### Half-Pipe
| Rang | Nom            | Points |
| ---- | -------------- | ------ |
| 1    | Yuto Totsuka   | 3000   |
| 2    | Ayumu Hirano   | 2800   |
| 3    | Raibu Katayama | 1940   |
| 4    | Shaun White    | 1600   |
| 5    | Taku Hiraoka   | 1490   |

| Rang | Nom               | Points |
| ---- | ----------------- | ------ |
| 1    | Chloe Kim         | 2800   |
| 2    | Liu Jiayu         | 2640   |
| 3    | Cai Xuetong       | 2040   |
| 4    | Queralt Castellet | 2000   |
| 5    | Maddie Mastro     | 2000   |

#### Slopestyle
| Rang | Nom              | Points |
| ---- | ---------------- | ------ |
| 1    | Chris Corning    | 1500   |
| 2    | Redmond Gerard   | 1450   |
| 3    | Marcus Kleveland | 1000   |
| 4    | Hiroaki Kunitake | 920    |
| 5    | Lyon Farrell     | 890    |

| Rang | Nom             | Points |
| ---- | --------------- | ------ |
| 1    | Sofya Fedorova  | 1720   |
| 2    | Miyabi Onitsuka | 1300   |
| 2    | Reira Iwabuchi  | 1300   |
| 4    | Silje Norendal  | 1160   |
| 5    | Christy Prior   | 1080   |

#### Big Air
| Rang | Nom             | Points |
| ---- | --------------- | ------ |
| 1    | Chris Corning   | 1800   |
| 2    | Yuri Okubo      | 1500   |
| 3    | Jonas Boesinger | 1464   |
| 4    | Max Parrot      | 1450   |
| 5    | Mons Roisland   | 1278.2 |

| Rang | Nom             | Points |
| ---- | --------------- | ------ |
| 1    | Anna Gasser     | 2000   |
| 2    | Miyabi Onitsuka | 1960   |
| 3    | Julia Marino    | 1940   |
| 4    | Carla Somaini   | 1620   |
| 5    | Cheryl Maas     | 1480   |

### Cross
| Rang | Nom                  | Points |
| ---- | -------------------- | ------ |
| 1    | Pierre Vaultier      | 7460   |
| 3    | Alex Pullin          | 5306   |
| 2    | Alessandro Haemmerle | 6100   |
| 4    | Paul Berg            | 3755.5 |
| 5    | Omar Visintin        | 3690   |

| Rang | Nom                 | Points |
| ---- | ------------------- | ------ |
| 1    | Michela Moioli      | 8410   |
| 2    | Chloé Trespeuch     | 7190   |
| 3    | Nelly Moenne-Loccoz | 6840   |
| 4    | Charlotte Bankes    | 6360   |
| 5    | Eva Samkova         | 4160   |

## Calendrier et podiums

### Hommes

#### Slalom
| Date             | Lieu              | Épreuve                | Vainqueur          | Second              | Troisième          |
| ---------------- | ----------------- | ---------------------- | ------------------ | ------------------- | ------------------ |
| 14 décembre 2017 | Carezza           | Slalom Géant Parallèle | Andrey Sobolev     | Nevin Galmarini     | Dario Caviezel     |
| 15 décembre 2017 | Cortina d'Ampezzo | Slalom Géant Parallèle | Alexander Payer    | Roland Fischnaller  | Sylvain Dufour     |
| 16 décembre 2017 | Cortina d'Ampezzo | Slalom Parallèle       | Roland Fischnaller | Edwin Coratti       | Dmitry Loginov     |
| 5 janvier 2018   | Lackenhof         | Slalom Géant Parallèle | Nevin Galmarini    | Rok Marguc          | Alexander Payer    |
| 12 janvier 2018  | Bad Gastein       | Slalom Parallèle       | Dmitry Loginov     | Andrey Sobolev      | Maurizio Bormolini |
| 20 janvier 2018  | Rogla             | Slalom Géant Parallèle | Andreas Prommegger | Edwin Coratti       | Benjamin Karl      |
| 21 janvier 2018  | Rogla             | Slalom Géant Parallèle | Benjamin Karl      | Radoslav Yankov     | Roland Fischnaller |
| 26 janvier 2018  | Bansko            | Slalom Géant Parallèle | Jasey Jay Anderson | Nevin Galmarini     | Edwin Coratti      |
| 28 janvier 2018  | Bansko            | Slalom Géant Parallèle | Nevin Galmarini    | Edwin Coratti       | Andreas Prommegger |
| 3 mars 2018      | Kayseri           | Slalom Géant Parallèle | Stefan Baumeister  | Edwin Coratti       | Tim Mastnak        |
| 10 mars 2018     | Scuol             | Slalom Géant Parallèle | Tim Mastnak        | Oskar Kwiatkowski   | Nevin Galmarini    |
| 17 mars 2018     | Winterberg        | Slalom Parallèle       | Roland Fischnaller | Sebastian Kislinger | Rok Marguc         |

#### Freestyle
| Date             | Lieu            | Épreuve    | Vainqueur           | Second               | Troisième            |
| ---------------- | --------------- | ---------- | ------------------- | -------------------- | -------------------- |
| 4 septembre 2017 | Cardrona        | Slopestyle | Marcus Kleveland    | Darcy Sharpe         | Carlos Garcia Knight |
| 8 septembre 2017 | Cardrona        | Half-Pipe  | Yuto Totsuka        | Ayumu Hirano         | Patrick Burgener     |
| 4 novembre 2017  | Copenhague      | Big Air    | annulé              | annulé               | annulé               |
| 11 novembre 2017 | Milan           | Big Air    | Chris Corning       | Redmond Gerard       | Kyle Mack            |
| 25 novembre 2017 | Pékin           | Big Air    | Mark McMorris       | Tiarn Collins        | Torgeir Bergrem      |
| 2 décembre 2017  | Mönchengladbach | Big Air    | Marcus Kleveland    | Yuri Okubo           | Kalle Jarvilehto     |
| 9 décembre 2017  | Copper Mountain | Half-Pipe  | Ayumu Hirano        | Ben Ferguson         | Shaun White          |
| 10 décembre 2017 | Copper Mountain | Big Air    | Mons Roisland       | Chris Corning        | Chandler Hunt        |
| 21 décembre 2017 | Secret Garden   | Half-Pipe  | Ayumu Hirano        | Raibu Katayama       | Yuto Totsuka         |
| 12 janvier 2018  | Snowmass        | Slopestyle | Redmond Gerard      | Hiroaki Kunitake     | Tiarn Collins        |
| 13 janvier 2018  | Snowmass        | Half-Pipe  | Shaun White         | Scotty James         | Yuto Totsuka         |
| 19 janvier 2018  | Laax            | Slopestyle | annulé              | annulé               | annulé               |
| 20 janvier 2018  | Laax            | Half-Pipe  | Iouri Podladtchikov | Yuto Totsuka         | Zhang Yiwei          |
| 17 mars 2018     | Seiseralm       | Slopestyle | Chris Corning       | Fridtjof Tischendorf | Lyon Farrell         |
| 24 mars 2018     | Québec          | Big Air    | Max Parrot          | Jonas Boesinger      | Antoine Truchon      |

#### Cross
| Date              | Lieu           | Épreuve | Vainqueur            | Second               | Troisième            |
| ----------------- | -------------- | ------- | -------------------- | -------------------- | -------------------- |
| 9 septembre 2017  | Cerro Catedral | Cross   | Alex Pullin          | Emanuel Perathoner   | Jonathan Cheever     |
| 10 septembre 2017 | Cerro Catedral | Cross   | Alex Pullin          | Alessandro Haemmerle | Mick Dierdorff       |
| 13 décembre 2017  | Val Thorens    | Cross   | Paul Berg            | Adam Lambert         | Lucas Eguibar        |
| 16 décembre 2017  | Montafon       | Cross   | Jarryd Hughes        | Alessandro Haemmerle | Markus Schairer      |
| 22 décembre 2017  | Cervinia       | Cross   | Omar Visintin        | Pierre Vaultier      | Alex Pullin          |
| 20 janvier 2018   | Erzurum        | Cross   | Omar Visintin        | Pierre Vaultier      | Alessandro Haemmerle |
| 27 janvier 2018   | Bansko         | Cross   | Pierre Vaultier      | Christopher Robanske | Alessandro Haemmerle |
| 3 février 2018    | Feldberg       | Cross   | Julian Lueftner      | Pierre Vaultier      | Ken Vuagnoux         |
| 4 février 2018    | Feldberg       | Cross   | Pierre Vaultier      | Michele Godino       | Paul Berg            |
| 3 mars 2018       | La Molina      | Cross   | Alessandro Haemmerle | Hanno Douschan       | Emanuel Perathoner   |
| 10 mars 2018      | Moscou         | Cross   | Alessandro Haemmerle | Pierre Vaultier      | Omar Visintin        |
| 17 mars 2018      | Veysonnaz      | Cross   | Nate Holland         | Mick Dierdorff       | Lucas Eguibar        |

#### Cross par équipes
| Date             | Lieu      | Épreuve | Vainqueur                               | Second                                        | Troisième                                    |
| ---------------- | --------- | ------- | --------------------------------------- | --------------------------------------------- | -------------------------------------------- |
| 17 décembre 2017 | Montafon  | Cross   | Espagne Regino Hernández Lucas Eguibar  | Autriche Alessandro Haemmerle Markus Schairer | France Merlin Surget Pierre Vaultier         |
| 21 janvier 2018  | Erzurum   | Cross   | Italie Emanuel Perathoner Omar Visintin | Autriche Alessandro Haemmerle Markus Schairer | États-Unis Nate Holland Alex Deibold         |
| 11 mars 2018     | Moscou    | Cross   | Italie Emanuel Perathoner Omar Visintin | Autriche Alessandro Haemmerle Julian Lueftner | États-Unis Senna Leith Jake Vedder           |
| 18 mars 2018     | Veysonnaz | Cross   | Allemagne Paul Berg Konstantin Schad    | Espagne Regino Hernández Lucas Eguibar        | Autriche Alessandro Haemmerle Hanno Douschan |

### Femmes

#### Slalom
| Date             | Lieu              | Épreuve                | Vainqueur                  | Second                     | Troisième                  |
| ---------------- | ----------------- | ---------------------- | -------------------------- | -------------------------- | -------------------------- |
| 14 décembre 2017 | Carezza           | Slalom Géant Parallèle | Ester Ledecká              | Ramona Theresia Hofmeister | Ina Meschik                |
| 15 décembre 2017 | Cortina d'Ampezzo | Slalom Géant Parallèle | Ester Ledecká              | Selina Jörg                | Claudia Riegler            |
| 16 décembre 2017 | Cortina d'Ampezzo | Slalom Parallèle       | Sabine Schöffmann          | Julie Zogg                 | Natalia Soboleva           |
| 5 janvier 2018   | Lackenhof         | Slalom Géant Parallèle | Ester Ledecká              | Julia Dujmovits            | Ladina Jenny               |
| 12 janvier 2018  | Bad Gastein       | Slalom Parallèle       | Ramona Theresia Hofmeister | Ekaterina Tudegesheva      | Michelle Dekker            |
| 20 janvier 2018  | Rogla             | Slalom Géant Parallèle | Ester Ledecká              | Claudia Riegler            | Julia Dujmovits            |
| 21 janvier 2018  | Rogla             | Slalom Géant Parallèle | Ramona Theresia Hofmeister | Sabine Schöffmann          | Alena Zavarzina            |
| 26 janvier 2018  | Bansko            | Slalom Géant Parallèle | Ester Ledecká              | Selina Jörg                | Ramona Theresia Hofmeister |
| 28 janvier 2018  | Bansko            | Slalom Géant Parallèle | Julia Dujmovits            | Ramona Theresia Hofmeister | Selina Jörg                |
| 3 mars 2018      | Kayseri           | Slalom Géant Parallèle | Milena Bykova              | Daniela Ulbing             | Ester Ledecká              |
| 10 mars 2018     | Scuol             | Slalom Géant Parallèle | Ester Ledecká              | Alena Zavarzina            | Ladina Jenny               |
| 17 mars 2018     | Winterberg        | Slalom Parallèle       | Selina Jörg                | Alena Zavarzina            | Julie Zogg                 |

#### Freestyle
| Date             | Lieu            | Épreuve    | Vainqueur         | Second          | Troisième            |
| ---------------- | --------------- | ---------- | ----------------- | --------------- | -------------------- |
| 4 septembre 2017 | Cardrona        | Slopestyle | Jamie Anderson    | Miyabi Onitsuka | Zoi Sadowski-Synnott |
| 8 septembre 2017 | Cardrona        | Half-Pipe  | Chloe Kim         | Kelly Clark     | Maddie Mastro        |
| 4 novembre 2017  | Copenhague      | Big Air    | annulé            | annulé          | annulé               |
| 11 novembre 2017 | Milan           | Big Air    | Anna Gasser       | Katie Ormerod   | Sina Candrian        |
| 25 novembre 2017 | Pékin           | Big Air    | Anna Gasser       | Miyabi Onitsuka | Enni Rukajarvi       |
| 2 décembre 2017  | Mönchengladbach | Big Air    | Carla Somaini     | Miyabi Onitsuka | Christy Prior        |
| 9 décembre 2017  | Copper Mountain | Half-Pipe  | Chloe Kim         | Maddie Mastro   | Kelly Clark          |
| 10 décembre 2017 | Copper Mountain | Big Air    | Reira Iwabuchi    | Julia Marino    | Silje Norendal       |
| 21 décembre 2017 | Secret Garden   | Half-Pipe  | Liu Jiayu         | Sena Tomita     | Cai Xuetong          |
| 12 janvier 2018  | Snowmass        | Slopestyle | Christy Prior     | Reira Iwabuchi  | Tess Coady           |
| 13 janvier 2018  | Snowmass        | Half-Pipe  | Queralt Castellet | Chloe Kim       | Maddie Mastro        |
| 19 janvier 2018  | Laax            | Slopestyle | annulé            | annulé          | annulé               |
| 20 janvier 2018  | Laax            | Half-Pipe  | Liu Jiayu         | Cai Xuetong     | Queralt Castellet    |
| 16 mars 2018     | Seiseralm       | Slopestyle | Sofya Fedorova    | Silje Norendal  | Sarka Pancochova     |
| 24 mars 2018     | Québec          | Big Air    | Julia Marino      | Laurie Blouin   | Loranne Smans        |

#### Cross
| Date              | Lieu           | Épreuve | Vainqueur          | Second              | Troisième                       |
| ----------------- | -------------- | ------- | ------------------ | ------------------- | ------------------------------- |
| 9 septembre 2017  | Cerro Catedral | Cross   | Chloé Trespeuch    | Lindsey Jacobellis  | Nelly Moenne-Loccoz             |
| 10 septembre 2017 | Cerro Catedral | Cross   | Lindsey Jacobellis | Eva Samkova         | Chloé Trespeuch                 |
| 13 décembre 2017  | Val Thorens    | Cross   | Lindsey Jacobellis | Chloé Trespeuch     | Michela Moioli                  |
| 16 décembre 2017  | Montafon       | Cross   | Michela Moioli     | Faye Gulini         | Nelly Moenne-Loccoz             |
| 22 décembre 2017  | Cervinia       | Cross   | Michela Moioli     | Nelly Moenne-Loccoz | Julia Pereira de Sousa-Mabileau |
| 20 janvier 2018   | Erzurum        | Cross   | Eva Samkova        | Chloé Trespeuch     | Michela Moioli                  |
| 27 janvier 2018   | Bansko         | Cross   | Charlotte Bankes   | Nelly Moenne-Loccoz | Michela Moioli                  |
| 3 février 2018    | Feldberg       | Cross   | Michela Moioli     | Zoe Bergermann      | Julia Pereira de Sousa-Mabileau |
| 4 février 2018    | Feldberg       | Cross   | Michela Moioli     | Charlotte Bankes    | Chloé Trespeuch                 |
| 3 mars 2018       | La Molina      | Cross   | Eva Samkova        | Nelly Moenne-Loccoz | Charlotte Bankes                |
| 10 mars 2018      | Moscou         | Cross   | Eva Samkova        | Nelly Moenne-Loccoz | Michela Moioli                  |
| 17 mars 2018      | Veysonnaz      | Cross   | Michela Moioli     | Chloé Trespeuch     | Manon Petit-Lenoir              |

#### Cross par équipes
| Date             | Lieu      | Épreuve | Vainqueur                                  | Second                                   | Troisième                              |
| ---------------- | --------- | ------- | ------------------------------------------ | ---------------------------------------- | -------------------------------------- |
| 17 décembre 2017 | Montafon  | Cross   | France Nelly Moenne-Loccoz Chloé Trespeuch | Canada Meryeta O'Dine Zoe Bergermann     | Russie Kristina Paul Mariya Vasiltsova |
| 21 janvier 2018  | Erzurum   | Cross   | France Nelly Moenne-Loccoz Chloé Trespeuch | Tchéquie Vendula Hopjakova Eva Samkova   | Canada Meryeta O'Dine Zoe Bergermann   |
| 11 mars 2018     | Moscou    | Cross   | France Nelly Moenne-Loccoz Chloé Trespeuch | Canada Zoe Bergermann Tess Critchlow     | Suisse Lara Casanova Simona Meiler     |
| 18 mars 2018     | Veysonnaz | Cross   | France Nelly Moenne-Loccoz Chloé Trespeuch | Italie Sofia Belingheri Raffaella Brutto | Canada Zoe Bergermann Tess Critchlow   |

### Mixte

#### Slalom par équipes
| Date            | Lieu        | Épreuve                | Vainqueur                                   | Second                                                 | Troisième                                    |
| --------------- | ----------- | ---------------------- | ------------------------------------------- | ------------------------------------------------------ | -------------------------------------------- |
| 6 janvier 2018  | Lackenhof   | Slalom Géant Parallèle | Autriche Claudia Riegler Andreas Prommegger | Autriche Sabine Schöffmann Alexander Payer             | Allemagne Selina Jörg Patrick Bussler        |
| 13 janvier 2018 | Bad Gastein | Slalom Parallèle       | Autriche Sabine Schöffmann Alexander Payer  | Allemagne Ramona Theresia Hofmeister Stefan Baumeister | Autriche Claudia Riegler Andreas Prommegger  |
| 18 mars 2018    | Winterberg  | Slalom Parallèle       | Italie Nadya Ochner Roland Fischnaller      | Autriche Claudia Riegler Andreas Prommegger            | Autriche Julia Dujmovits Sebastian Kislinger |